# Harriot Stanton Blatch
Harriot Eaton Stanton Blatch (Seneca Falls, 20 de enero de 1856 - Greenwich,  20 de noviembre de 1940) fue una escritora y activista sufragista estadounidense.

## Biografía
Harriot Eaton Stanton era la sexta de los siete hijos de la líder sufragista Elizabeth Cady Stanton y de Henry Brewster Stanton político, periodista y abolicionista. Nació  en Seneca Falls, Nueva York y estudió en la Universidad Vassar, donde se graduó en matemáticas en 1878. Tras estudiar un año en la Escuela de Oratoria de Boston y viajar por Europa, trabajó con su madre, con Matilda Joslyn Gage y con Susan B. Anthony para completar su History of Woman Suffrage (Historia del Sufragio de la Mujer) realizando una contribución especial con el capítulo del segundo volumen de la historia de la American Woman Suffrage Association, rival de la National Woman Suffrage Association de Stanton y Anthony. Este gesto ayudó a reconciliar a las dos organizaciones.
En 1880-1881 en Alemania trabajó como tutora de niñas. A su viaje de regreso a Estados Unidos, conoció al empresario inglés William Henry Blatch, Jr.. Se casaron en 1882 y durante veinte años vivieron en Inglaterra en Basingstoke, en el condado  de Hampshire, donde Harry era gerente de la fábrica de cervezas de Basingstoke, John May & Co.
En Inglaterra se relacionó con los círculos reformistas, especialmente con los miembros de la Fabian Society entre ellos el futuro líder laborista Ramsay MacDonald que llegaría a ser primer ministro o el dramaturgo George Bernard Shaw.
En 1894 recibió su maestría en la Universidad Vassar por un estudio estadíscio sobre las condiciones de 
las mujeres trabajadoras en las zonas rurales de Inglaterra, por lo que recibió r. En el censo de 1901, Blatch está registrada como visitante en Haslemere, en el condado inglés de Surrey, en una casa que formaba parte del movimiento Haslemere Peasant Arts, un grupo que promovía la enseñanza de la artesanía a mujeres y niñas que vivían en zonas rurales. También trabajó con grupos de reforma social ingleses, incluida la Women's Local Government Society, la Fabian Society y la Women's Franchise League donde desarrolló técnicas de organización que luego usaría en Estados Unidos.

### Campañas de sufragio

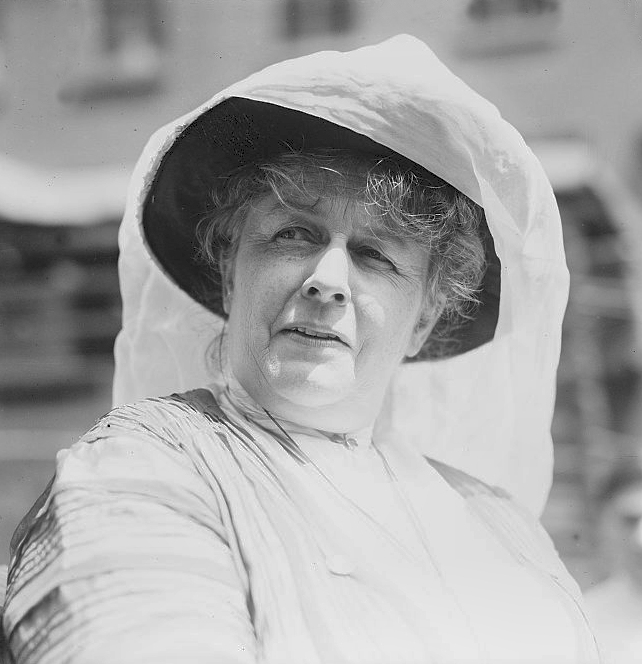
Harriot Stanton Blatch

En 1902 la familia regresó a Estados Unidos y Harriot Blatch se implicó en el movimiento por el sufragio femenino estadounidense. Pronto se unió a la Women's Trade Union League (Liga Sindical de Mujeres) y a la National American Woman Suffrage Association pero le pareció poco eficaz y demasiado preocupada en asuntos internos así que en 1907, fundó la Equality League of Self-Supporting Women (más tarde rebautizada como Women's Political Union Unión Política de Mujeres) que logró incorporar a mujeres de clase trabajadora atraídas por el movimiento del sufragio, algo que nunca antes habría ocurrido. La membresía principal de la liga estaba compuesta por 20.000 trabajadoras de fábricas, lavanderías y confecciones del Lower East Side de la ciudad de Nueva York . La organización presionó con éxito por una resolución de igualdad salarial para las maestras de Nueva York.
Con este grupo, Blatch organizó numerosas reuniones al aire libre y lideró el masivo desfile en Nueva York por la Quinta Avenida el 21 de mayo de 1910 logrando movilizar a muchas mujeres de clase trabajadora, incluso mientras continuaba colaborando con mujeres prominentes de la sociedad. Era capaz de organizar protestas callejeras militantes mientras trabajaba expertamente en la política de trastienda para neutralizar la oposición de los políticos demócratas del Tammany Hall que temían que las mujeres votaran a favor de la prohibición.
En 1910 el nombre de la organización cambió por el de Unión Política de Mujeres. La Unión logró una fuerza política significativa y presionó activamente por una enmienda constitucional del estado de Nueva York para dar el voto a las mujeres, lo que se logró en 1917 después de que el Tammany Hall relajó su oposición. En 1916, la Unión Política de Mujeres de Blatch se fusionó con la Unión del Congreso de Alice Paul y Lucy Burns, que finalmente se convirtió en el Partido Nacional de Mujeres .
Durante sus años de defensa de los derechos de las mujeres, Blatch publicó Mobilizing Woman Power, que inspiró a las mujeres de todo Estados Unidos en la reivindicación de sus derechos.

### Guerra y posguerra
En 1915 a la muerte de su marido Harriot por un accidente, recuperó la ciudadanía estadounidense perdida por el matrimonio con un extranjero. De 2015 a 2017 viajó a Inglaterra para resolver sus asuntos. A su regreso, ya desencadenada la Primera Guerra Mundial, se convirtió en la jefa de oradores de la Administración de alimentos en Tiempos de Guerra y directora del Ejército Terrestre de Mujeres que proporcionó mano de obra agrícola adicional. 
Escribió Mobilizing Woman Power en 1918, sobre el papel de la mujer en el esfuerzo bélico, instando a las mujeres a "ir a trabajar"  y en 1920, publicó A Woman's Point of View: Some Roads to Peace  donde adoptó una posición pacifista debido a la destrucción de la guerra. 
Después de la aprobación de la Decimonovena Enmienda en 1920, Blatch se unió al Partido Nacional de la Mujer para luchar por la aprobación de la Enmienda de Igualdad de Derechos, en lugar de la legislación protectora apoyada por la Liga Sindical de Mujeres . También se unió al Partido Socialista y fue nominada para la Auditoría de la Ciudad de Nueva York y luego para la Asamblea del Estado de Nueva York, pero no ganó. Finalmente abandonó el partido, debido a su apoyo a la legislación protectora para las trabajadoras. Durante la década de 1920, Blatch también trabajó en nombre de la Liga de Naciones, proponiendo mejoras para las enmiendas al Pacto de la Liga.[cita requerida]

### Últimos años y muerte
En 1939, Blatch sufrió una fractura de cadera y se mudó a un hogar de ancianos en Greenwich, Connecticut . Su autobiografía, Challenging Years, escrita con Alma Lutz, se publicó 1940. 
Murió el 20 de noviembre de 1940 en Greenwich.

## Vida personal
En 1882 se casó con el empresario inglés William Henry Blatch, Jr., conocido como "Harry Blatch". Tuvieron dos hijas, la segunda de las cuales murió a los cuatro años. Su primera hija, Nora Stanton Blatch Barney, continuó la tradición familiar como sufragista y fue la primera mujer estadounidense en obtener un título en ingeniería civil. Harry Blatch murió electrocutado en un accidente en 1915.

## Publicaciones
- History of Woman Suffrage  (1881) colaboración. Publicado en seis capútlos de 1881 a 1922 producido por Elizabeth Cady Stanton, Susan B. Anthony, Matilda Joslyn Gage e Ida Husted Harper.
- Mobilizing Woman Power  (1918)
- A Woman's Point of View: Some Roads to Peace (1920)

## Otras lecturas
- Jone Johnson Lewis. «Harriot Stanton Blatch». thoughtco.com. ThoughtCo. Consultado el 3 de septiembre de 2019.
- Ellen Carol DuBois (1997). Harriot Stanton Blatch and the Winning of Woman Suffrage. Yale University Press. ISBN 0-300-06562-0.
- Blatch, Harriot Stanton and Alma Lutz; Challenging Years: the Memoirs of Harriot Stanton Blatch; G.P. Putnam's Sons, New York, NY, 1940.